# Heinrich Otto von Erdmannsdorf
Heinrich Otto von Erdmannsdorf (* 2. Juli 1815 in Zibelle; † 10. Mai 1888 in Dresden) war ein deutscher Rittergutsbesitzer und konservativer Politiker.

## Leben und Wirken
Erdmannsdorf wurde auf dem Rittergut Zibelle in der Niederlausitz geboren, wo sein Vater Heinrich Ludwig von Erdmannsdorf als Oberforstmeister von Sorau tätig war. Nach dem Wiener Kongress siedelte die Familie nach Zschorna und anschließend auf das Familiengut Schloss Schönfeld über. Ab dem Alter von sechs Jahren erhielt er eine Ausbildung in den Elementarkenntnissen und Klavierstunden durch einen Hauslehrer. Ab Ostern 1825 besuchte er das Blochmannsche Institut in Dresden. Nach Abschluss seiner Schulbildung trat er in das königlich sächsische Militär ein. Nach bestandenem Offizierexamen trat er 1835 als Portepeejunker in das 2. Leichte Reiterregiment „Prinz Johann“ ein, das in Pegau stationiert war. Im folgenden Jahr wurde er zum Leutnant befördert. Am königlichen Hof in Dresden wurde er zum Kammerjunker, später auch zum Kammerherrn ernannt. Am 1. Juni 1840 heiratete er Emma von Nostitz-Wallwitz († 16. Mai 1900 in Dresden), Tochter des sächsischen Kriegsministers Gustav von Nostitz-Wallwitz (1789–1858). Auf Wunsch seines Schwiegervaters beendete er seine Militärlaufbahn und widmete sich, zunächst in einer Ausbildung auf dem Klostergut Zella, fortan der Landwirtschaft. Im Herbst 1839 hatte Erdmannsdorf das Rittergut Lautitz erworben, wo sich die junge Familie niederließ. Dieses verkaufte er, nachdem er 1842 das Schloss Schönfeld von seinem Vater übernommen hatte.
1845 wurde Erdmannsdorf vom sächsischen König Friedrich August II. auf Lebenszeit zu einem Abgeordneter der I. Kammer des Sächsischen Landtags ernannt, der er mit Ausnahme der Revolutionslandtage 1849 und 1849/50 durchgängig bis zu seinem Tod 1888 angehörte. Ab den 1860er Jahren gehörte er der Finanzdeputation des Landtags an. Die Landwirtschaft in Schönfeld hatte er derweil verpachtet. Neben seinem Mandat im Landtag war Erdmannsdorf noch Friedensrichter und Feuerkommissar von Schönfeld sowie Synodaler der evangelischen Landeskirche, Präsident der lutherischen Heidenmission und Administrator des Fletcherschen Lehrerseminars. Nach Gründung des Konservativen Landesvereins im Königreich am 29. April 1875 gehörte er dessen Vorstand ebenfalls an. 
Im Frühjahr 1882 verkaufte er sein Schloss Schönfeld an Maximilian Dathe von Burgk und zog endgültig nach Dresden, wo die Familie zuvor schon eine Wohnung hatte.

## Ehrungen
Für die Unterstützung des Eisenbahnbaus wurde er 1874 zum Ehrenbürger von Johanngeorgenstadt ernannt.